# Distrito de Imadate (Fukui)
El distrito de Imadate (今立郡 Imadate-gun?) es un distrito localizado en la prefectura de Fukui, Japón. En octubre de 2019 tenía una población estimada de 2.365 habitantes y una densidad de población de 12,2 personas por km². Su área total es de 194,65 km².

## Localidades
- Ikeda